# Florian Marcińczyk
Florian Marcińczyk (ur. 20 września 1941 w Scietkowszczyznie, obecnie w rejonie zdzięcielskim, zm. 9 stycznia 2011) – polski działacz partyjny i państwowy, w latach 1980–1989 wicewojewoda gorzowski.

## Życiorys
Syn Floriana i Anny. Wstąpił do Polskiej Zjednoczonej Partii Robotniczej. Od 1969 do 1973 był sekretarzem ds. ekonomicznych, a od 1973 do 1975 – I sekretarzem Komitetu Powiatowego PZPR w Żaganiu. Od 1 czerwca 1975 kierował Wydziałem Ekonomicznym w Komitecie Wojewódzkim PZPR w Gorzowie Wielkopolskim, od 1980 był członkiem jego sekretariatu. Od lipca 1980 do września 1989 pełnił funkcję wicewojewody gorzowskiego, odpowiedzialnego m.in. za handel, budownictwo i sprawy społeczne; jednocześnie od sierpnia do września 1988 tymczasowo sprawował obowiązki wojewody.
Pochowany 13 stycznia 2011 na Cmentarzu Komunalnym w Gorzowie Wielkopolskim (48B/1/7).